# دودش کن بره
«دودش کن بره!» (به انگلیسی: SMOKE IT OFF!) ترانه‌ای از دو خوانندهٔ آمریکایی لومی آتنا و جینیس می‌باشد که در ۲۱ نوامبر سال ۲۰۲۲ از سوی ۲۵/۷ رکوردز منتشر گردید، و به‌مدت ۱۸ تا ۲۳ هفتهٔ متوالی در کنار «بذار حرکاتت رو ببینم» در در جدول بیلبورد باقی ماند. این اثر توسط هردو خواننده نوشته شده‌است. «دودش کن بره!» در ۲۰ فوریهٔ سال ۲۰۲۴ موفق به به دریافت گواهی طلایی از انجمن صنعت ضبط موسیقی آمریکا شد و چهار روز بعد نیز گواهی پلاتینی دریافت کرد. این آهنگ در پلتفرم‌هایی نظیر تیک‌تاک به‌شدت وایرال شد.